# Дели, Игорь Фёдорович
Игорь Фёдорович Дели (род. 18 ноября 1963) — советский футболист, защитник.

## Биография
Начал играть в 1980 году в команде второй лиги «Кривбасс» Кривой Рог, чемпион Украинской ССР 1981. 1985 год начал в команде высшей лиги «Днепр» Днепропетровск, за которую провёл один матч — 18 мая в гостевой игре против «Нефтчи» (1:1) вышел на замену на 68-й минуте. Завершил сезон в «Кривбассе». С 1986 года играл во второй лиге за СКА Киев, после начала сезона-1987 вернулся в «Кривбасс». В 1988 году стал победителем чемпионата Украинской ССР среди команд КФК в составе ФК «Кремень» Кременчуг, следующий сезон провёл во второй лиге. Профессиональную карьеру завершил в 1990 году в команде второй низшей лиги «Кривбасс».